# Amtsgericht Kaysersberg

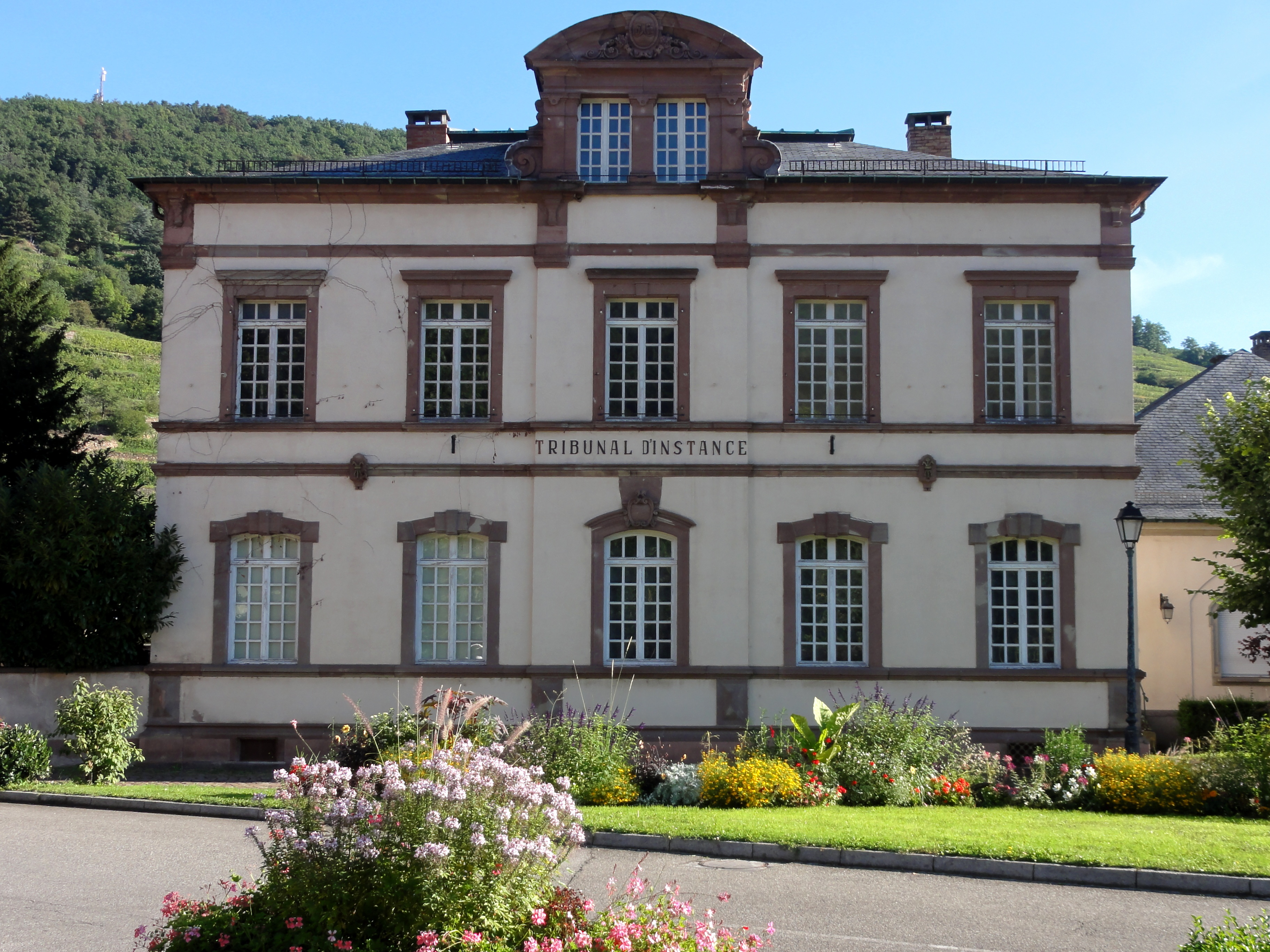
Gerichtsgebäude

Das Amtsgericht Kaysersberg war ein deutsches Amtsgericht mit Sitz in Kaysersberg in den Jahren 1879 bis 1918.

## Geschichte
Kaysersberg im Elsass war Sitz eines französischen Friedensgerichts. Nach der Abtretung Elsass-Lothringens im Frieden von Frankfurt an das Deutsche Reich 1871 wurde die Gerichtsstruktur mit dem Gesetz, betreffend Abänderung der Gerichtsverfassung vom 14. Juli 1871 und der Ausführungsbestimmung hierzu vom gleichen Tag neu geregelt. Dabei wurden die Friedensgerichte beibehalten.
Im Rahmen der Reichsjustizgesetze wurden 1879 die Friedensgerichte im Reichsland Elsass-Lothringen aufgehoben und Amtsgerichte gebildet. Das Amtsgericht Kaysersberg war dem Landgericht Colmar nachgeordnet.
Am Gericht bestand 1880 eine Richterstelle. Das Amtsgericht war ein kleines Amtsgericht im Landgerichtsbezirk.
Der Gerichtsbezirk umfasste 1895 den Kanton Kaysersberg mit 113 Quadratkilometern und 16.136 Einwohnern und 13 Gemeinden.
Mit der Verordnung des Statthalters, betreffend die auswärtigen Gerichtstage der Amtsgerichte vom 4. Dezember 1903 wurde festgelegt, dass das Amtsgericht Kaysersberg abwechselnd Gerichtstage in Reichenweier und Beblenheim für die Gemeinden Beblenheim, Bennweier, Mittelweier, Ostheim, Reichenweier und Zellenberg abhalten sollte.
Mit der Verordnung über den Sitz und die Bezirke der Amtsgerichte vom 3. April 1909 gingen die Gemeinden Ostheim und Zellenberg aus dem Sprengel des Amtsgerichts Kaysersberg in den Sprengel des Amtsgerichts Rappoltsweiler über.
Nach der Abtretung Elsass-Lothringens an Frankreich nach dem Ersten Weltkrieg wurde das Amtsgericht Kaysersberg als „Tribunal cantonal Kaysersberg“ weitergeführt. Im Zweiten Weltkrieg wurde 1940 von der deutschen Besatzungsmacht die vorgefundene Gerichtsstruktur unter Verwendung deutscher Ortsnamen und Behördenbezeichnungen, hier also wieder als Amtsgericht Kaysersberg, fortgeführt.

## Gerichtsgebäude
Das Gerichtsgebäude wurde im Jahre 1883 errichtet. Architekt war Charles Winkler. Seine heutige Adresse ist 1 rue du Général-de-Gaulle. Es steht unter Denkmalschutz.